# روبرت ساندنيس
روبرت ساندنيس (بالنرويجية البوكمول: Robert Sandnes)‏ هو لاعب كرة قدم نرويجي في مركز الدفاع، ولد في 29 ديسمبر 1991 في أوليسوند في النرويج. لعب مع ستيارنان ونادي أوليسوند ونادي ستارت.

## وصلات خارجية
- روبرت ساندنيس على موقع اتحاد النرويج (النرويجية)
- روبرت ساندنيس على موقع قاعدة بيانات كرة القدم.إي يو (الإنجليزية)